# WEC 39
WEC 39: Brown vs. Garcia（ダブリューイーシー・サーティナイン：ブラウン・バーサス・ガルシア）は、アメリカ合衆国の総合格闘技団体「WEC」の大会の一つ。2009年3月1日、テキサス州コーパスクリスティのアメリカン・バンク・センターで開催された。

## 大会概要
本大会ではマイク・ブラウンとレオナルド・ガルシアによるWEC世界フェザー級タイトルマッチが組まれた。
当初はカーロス・コンディットとブロック・ラーソンによるWEC世界ウェルター級タイトルマッチが予定されていたが、コンディットの負傷により中止された。

## 試合結果

### プレリミナリィカード
第1試合 ウェルター級 5分3R
○  マイク・ピアース vs.  ジャスティン・ハスキンス ×
3R 3:39 TKO（レフェリーストップ：スタンドパンチ連打）
第2試合 ライト級 5分3R
○  ジョン・フランチ vs.  マイク・バドニック ×
3R終了 判定2-1（29-28、28-29、29-28）
第3試合 ライト級 5分3R
○  アレックス・カラレクシス vs.  グレッグ・マッキンタイア ×
1R 4:19 TKO（レフェリーストップ：パウンド）
第4試合 バンタム級 5分3R
○  大沢ケンジ vs.  ハファエル・ヒベイロ ×
3R終了 判定2-1（29-28、27-30、29-28）
第5試合 ウェルター級 5分3R
○  ジョニー・ヘンドリックス vs.  アレックス・セルジュコフ ×
3R終了 判定3-0（29-28、29-28、29-28）
第6試合 バンタム級 5分3R
○  ダマッシオ・ペイジ vs.  マルコ・ロウロ ×
1R 0:18 KO（スタンドパンチ連打）
第7試合 ライト級 5分3R
○  ダニー・カスティーリョ vs.  フィル・カルデラ ×
3R終了 判定2-1（30-27、28-29、29-28）

### メインカード
第8試合 ライト級 5分3R
○  ロブ・マックロー vs.  マーカス・ヒックス ×
3R終了 判定2-0（29-28、29-29、30-27）
第9試合 フェザー級 5分3R
○  ジョゼ・アルド vs.  クリス・ミックル ×
1R 1:39 TKO（レフェリーストップ：スタンドパンチ連打）
第10試合 ライト級 5分3R
○  リカルド・ラマス vs.  バート・パラゼウスキー ×
3R終了 判定3-0（30-27、30-27、30-27）
第11試合 WEC世界フェザー級タイトルマッチ 5分5R
○  マイク・ブラウン vs.  レオナルド・ガルシア ×
1R 1:57 肩固め
※ブラウンが王座の初防衛に成功。

### 各賞
ファイト・オブ・ザ・ナイト：ジョニー・ヘンドリックス vs. アレックス・セルジュコフ
ノックアウト・オブ・ザ・ナイト：ダマッシオ・ペイジ
サブミッション・オブ・ザ・ナイト：マイク・ブラウン
各選手にはボーナスとして7,500ドルが支給された。